# 석견
석견(영어: Kien Shih, 중국어 간체자: 石堅, 정체자: 石坚, 1913년 1월 1일 ~ 2009년 6월 3일)은 중국 출신의 홍콩의 영화 배우, 영화 감독이다.

## 출연 작품

### 영화
- 《간인시가》 (1994년)
- 《신정무문2》 (1992년)
- 《황비홍》 (1991년)
- 《호담녀아홍》 (1989년)
- 《영웅본색 3》 (1989년) - 장지민 부 역
- 《오야천사》 (1988년)
- 《탈명가인》 (1987년)
- 《부귀열차》 (1987년)
- 《최가박당 4 - 천리구차파》 (1987년)
- 《마비취 : 매직 크리스탈》 (1986년) - 형사 반장 역
- 《등대여명》 (1984년)
- 《화심대소》 (1983년)
- 《최가박당》 (1982년)
- 《여래신장》 (1982년)
- 《취사소자》 (1980년)
- 《사묘학권》 (1980년)
- 《사제출마》 (1980년)
- 《미스터 부 2 - 반근팔냥》 (1976년)
- 《용쟁호투》 (1973년) - 한 역
- 《남룡북봉》 (1963년)
- 《황비홍전 - 2부》 (1949년)
- 《황비홍전 - 1부》 (1949년)